# 77Y busz (Szeged)
A szegedi 77Y jelzésű autóbusz Baktó, Völgyérhát utca és a Mars tér (autóbusz-állomás) között közlekedik iskolai előadási napokon, csúcsidőben. A járatot a Volánbusz Zrt. üzemelteti.

## Története
2016. szeptember 1-jén a 77-es busz elágazó járatot kapott 77Y jelzéssel, Baktó, Völgyérhát utca és Mars tér (autóbusz-állomás) között. Az új autóbuszjárat a 77A betétjárattal ellentétben Tarján elkerülésével, a József Attila sugárúton közlekedik.

## Útvonala
| Baktó, Völgyérhát utca felé | Mars tér (autóbusz-állomás) felé |
| --- | --- |
| Mars tér (autóbusz-állomás) vá. – Párizsi körút – Berlini körút – Brüsszeli körút – József Attila sugárút – Algyői út – Ladványszky utca – Alkotmány utca – Völgyérhát utca – Baktó, Völgyérhát utca vá. | Baktó, Völgyérhát utca vá. – Völgyérhát utca – Alkotmány utca – Ladványszky utca – Algyői út – József Attila sugárút – Brüsszeli körút – Berlini körút – Párizsi körút – Mars tér (autóbusz-állomás) vá. |

## Megállóhelyei
| 0  | Baktó, Völgyérhát utca végállomás      | 18 | 77, 77A |
| 1  | Bognár utca                            | 17 | 77, 77A |
| 2  | Kokárda utca                           | 16 | 77, 77A |
| 3  | Gyümölcs utca                          | 15 | 77, 77A |
| 4  | Diadal utca (↓) Alkotmány utca (↑)     | 14 | 77, 77A Helyközi buszok |
| 6  | Szeged, Szélső sor                     | 13 | 77, 77A Helyközi buszok |
| 8  | Budapesti körút                        | 11 | 3, 3F, 4 77, 77A, 84, 90, 90F, 90H Helyközi buszok 1374, 1375, 1486, 1515, 1516 |
| 9  | Deák Ferenc Gimnázium                  | 9  | 3, 3F, 4 |
| 11 | Retek utca                             | 8  | 3, 3F, 4 20, 21, 24 Helyközi buszok |
| 13 | Sándor utca (↓) Dankó Pista utca (↑)   | 6  | 3, 3F, 4 10 20, 24, 73, 73Y, 77, 77A Helyközi buszok |
| 14 | Berlini körút                          | 4  | 5, 8, 9, 10, 19 21, 73, 73Y, 77, 77A Helyközi buszok |
| 16 | Hétvezér utca                          | 2  | 5, 9, 19 21, 73, 73Y, 77, 77A |
| 18 | Mars tér (autóbusz-állomás) végállomás | 0  | 5, 7, 7A, 9, 19 7F, 21, 60, 60Y, 64, 67, 67Y, 70, 71, 71A, 72, 72A, 73, 73Y, 74, 75, 76, 76Y, 77, 77A, 78, 78A, 79H Helyközi buszok 1374, 1375, 1441, 1503, 1504, 1506, 1507, 1510, 1513, 1515, 1516, 1517, 1518, 1841 |